# Саладжурі
Саладжурі (груз. სალაჯური) — село в Грузії.
За даними перепису населення 2014 року в селі проживає 38 осіб.